# روبرت را'سحارد
روبرت را'سحارد (بالإنجليزية: Robert Ri'chard)‏ هو ممثل أمريكي، ولد في 7 يناير 1983 بلوس أنجلوس في الولايات المتحدة.

## أعمال

### أفلام
- (2005) المدرب كارتر[2]
- (2005) بيت من الشمع[3]

## وصلات خارجية
- روبرت را'سحارد على موقع IMDb (الإنجليزية)
- روبرت را'سحارد على موقع إن إن دي بي (الإنجليزية)
- روبرت را'سحارد على موقع قاعدة بيانات الفيلم (الإنجليزية)